# 松阳站
松阳站位于浙江省丽水市松阳县斋坛乡花田坌村，距离县城6公里，是衢宁铁路和建设中衢丽铁路上的车站。车站由上海局集团金华车务段管辖，为办理客货运业务的中间站，于2020年9月27日启用并开办客运业务；2021年6月29日开办货运业务，办理整车货物到发。

## 车站结构

### 站房
松阳站站房建于2019年7月，2020年1月结顶，建筑面积4985平方米。站房主体一层、局部二层，建筑高度16.997米。其中候车大厅位于站房一层，两侧为售票处、出站通道；车站办公、设备设施主要位于二层。

### 车站站场
松阳站站场规模2台4线，设有宽度分别宽8米和11.5米、长550米的旅客站台各一座。另外车站设有货场，并驻有综合维修工区等单位。
衢丽铁路未来将接入本站，为此车站预留扩建6条到发线和1座中间站台。